# Tomba di Giuliano de' Medici duca di Nemours
La tomba di Giuliano de' Medici duca di Nemours è un complesso scultoreo e architettonico in marmo (650x470 cm) di Michelangelo Buonarroti, databile al 1524-1534 e facente parte della decorazione della Sagrestia Nuova in San Lorenzo a Firenze.

## Storia
Giuliano de' Medici, duca di Nemours, primo personaggio di Casa Medici ad ottenere un titolo nobiliare, morì nel 1516 a trentasette anni. Tre anni dopo scomparve anche suo nipote, il pressoché coetaneo Lorenzo duca d'Urbino, estinguendo le linee legittime di discendenza del ramo principale della famiglia, con grande costernazione di papa Leone X (al secolo Giovanni de' Medici, rispettivamente fratello e zio dei due duchi), che tanto si era speso per l'ascesa della propria famiglia.
Nacque in queste circostanze la decisione di affidare a Michelangelo la costruzione di un sepolcro principesco per i due rampolli deceduti, da inserire nella chiesa di famiglia, San Lorenzo a Firenze. Stabilito di fare un ambiente gemello alla più antica Sagrestia Vecchia di Brunelleschi, si pensò di seppellire in questo nuovo sacello monumentale anche i due "Magnifici",  Lorenzo (m. 1492) e Giuliano (m. 1478), rispettivamente padre e zio del papa.
La riprogettazione della Sagrestia Nuova prese avvio già verso il 1519, e i lavori cominciarono nel 1521. Dopo l'interruzione per la morte del papa, ripresero nel 1524, quando l'artista, per il nuovo pontefice mediceo Clemente VII, stabilì definitivamente la struttura architettonica del complesso. I modelli per i sepolcri dei due "duchi" vennero approntati quell'anno. L'opera si protrasse a lungo, anche per i numerosi impegni presi dall'artista (la Biblioteca Medicea Laurenziana, la tomba di Giulio II) e arrivò, sempre più stancamente, a una soluzione con un numero minore di statue rispetto a quanto programmato: solo tre invece di cinque o sette. Non vennero infatti mai realizzate le due personificazioni di fiumi infernali da porre ai piedi del sepolcro, né le statue per le due nicchie laterali, che dovevano rappresentare il Cielo e la Terra e che l'artista voleva delegare, su suo disegno, al Tribolo.

## Descrizione e stile

### Architettura

Il fregio alla base dei sepolcri

Michelangelo studiò un ambiente al tempo stesso organico e drammatico, con le tombe che non sono semplicemente addossate alle pareti, ma ne fanno direttamente parte, con un rapporto diretto e indissolubile tra le membrature architettoniche, il sarcofago e le statue.
Le spoglie del duca Giuliano sono all'interno di una cassa marmorea, ispirata a un'antica nel Pantheon retta da due piedritti e sormontata da un arco di catenaria spezzato al centro e ornato da volute alle estremità. Ai lati esterni dei piedritti si trovano fregi decorativi con crani d'ariete, motivo dell'arte romana, medaglioni da cui sporgono corde (che ricordano il trasporto delle casse dei defunti), una conchiglia, motivo cristiano del pellegrinaggio dell'anima. Sulle due porzioni dell'arco si trovano le personificazioni delle fasi della giornata, una maschile e una femminile, in questo caso la Notte a sinistra e il Giorno a destra.
La linea spezzata sopra il sarcofago è stata interpretata come un'apertura simbolica attraverso cui l'anima, distaccata dal corpo, può elevarsi e trovare immagine nel ritratto idealizzato di Giuliano, che si trova nella nicchia centrale del partito superiore. Se il registro inferiore è più semplice (composto da specchiature che fanno da sobrio sfondo alle statue), quello superiore, separato da un cornicione dentellato con un fregio di mascheroni, è più articolato.
La tripartizione in verticale, presente anche nella parte inferiore, è qui evidenziata da paraste scanalate e con capitelli fantasiosi (nei cui mascheroni si anticipa l'arte manierista), le quali incorniciano la nicchia centrale di forma rettangolare e con architrave e, sopra di essa, una tabella liscia; ai lati invece si trovano due nicchie simmetriche con timpano ad arco, volute decorate a squame di pesce e, in alto, sopra il timpano, dragoni grotteschi a bassorilievo, dalle code ondulate come nastri. Oltre la trabeazione sporgente si trova poi un attico, che sottolinea il modello ripreso dall'arco di trionfo romano a tre fornici, sebbene reinterpretato con disinvoltura. Sull'attico si trovano decorazioni a bassorilievo (festoni, anfore e nastri), una voluta a mo' di chiave d'arco e, in corrispondenza delle paraste, dadi con coppie di balaustri.

### Sculture

Sculture sulla tomba di Giuliano

Il ritratto di Giuliano de' Medici duca di Nemours è seduto, con entrambe le mani sul bastone del comando, con testa e gambe che scattano in un movimento verso destra, simile a quello del Mosè. La sua posizione è anche stata letta come un riferimento alla "vita attiva" della dottrina neoplatonica. Tra i motivi decorativi originali spicca il mascherone appuntato sul petto. L'opera non riproduce affatto le fattezze reali del personaggio, essendosi Michelangelo sempre rifiutato di praticare il ritratto: le fonti riportano come qualcuno fece notare la dissomiglianza all'artista, ma egli, conscio della sua statura artistica nel tempo, ribadì che da lì a dieci secoli nessuno si sarebbe accorto di tale dettaglio.
Le due parti del giorno, Giorno e Notte, sono invece una riflessione sul trascorrere del tempo e sul destino umano: non a caso, i ritratti sia di Giuliano che di Lorenzo rivolgono il loro sguardo alla Madonna col Bambino, fine e sollievo dell'umana sofferenza.
- Ritratto di Giuliano de' Medici duca di Nemours (1526-1534)
- Notte (1526-1531)
- Giorno (1526-1531)

Ritratto di Giuliano de' Medici duca di Nemours
Notte
Giorno
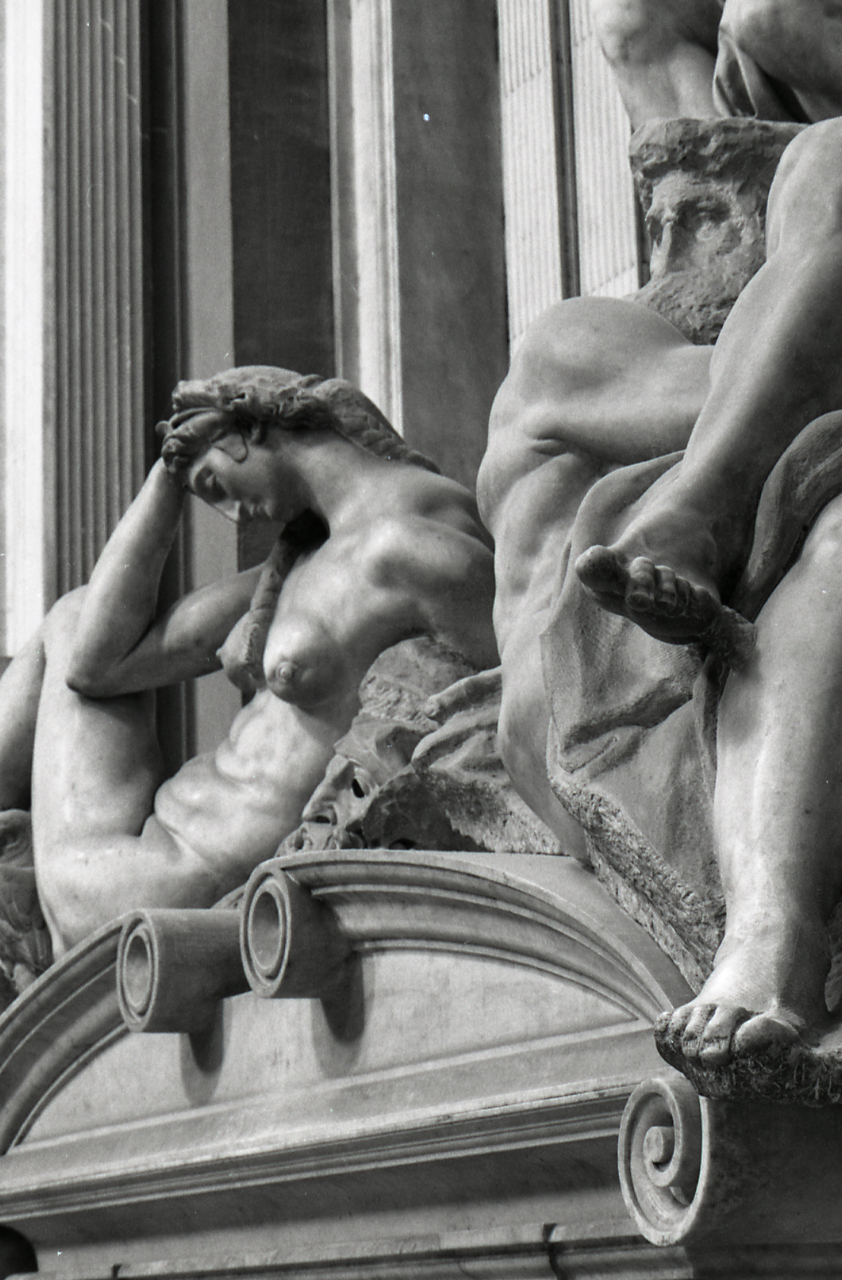
Dettaglio fotografato da Paolo Monti nel 1975